# Phyllonorycter kusdasi
Phyllonorycter kusdasi är en fjärilsart som först beskrevs av Gerfried Deschka 1970.  Phyllonorycter kusdasi ingår i släktet guldmalar, och familjen styltmalar.
Artens utbredningsområde är:
- Frankrike.
- Grekland.
- Italien.
- Spanien.
- Turkiet.
- Kroatien.

Inga underarter finns listade i Catalogue of Life.